# پیتر راتیکان
پیتر راتیکان (انگلیسی: Peter Ratican; ۱۳ آوریل ۱۸۸۷ – ۲۰ نوامبر ۱۹۲۲) بازیکن فوتبال اهل ایالات متحده آمریکا بود.
وی در بازی‌های المپیک تابستانی ۱۹۰۴ به مدال نقره دست پیدا کرده‌است.